# Wereldkampioenschap Twenty20
Het wereldkampioenschap Twenty20 is een crickettoernooi dat om de twee jaar wordt gehouden, georganiseerd door de International Cricket Council. Er wordt dan gespeeld in de spelvorm Twenty20, een snelle cricketvariant waarin beide teams maximaal 20 overs (120 ballen) spelen.
Het mannentoernooi werd voor het eerst gehouden in 2007. De eerste twee edities hadden plaats in de oneven jaren, daarna werd het in de even jaren gehouden zodat het toernooi niet meer samenviel met het standaard wereldkampioenschap over 50 overs.
De voor november 2020 en oktober 2021 geplande toernooien in Australië respectievelijk India werden elk een jaar verschoven als gevolg van de coronapandemie waarna Australië het toernooi in 2022 organiseerde. Tijdens dat toernooi bereikte het Nederlandse mannenteam de laatste acht, onder andere door spectaculaire winst op cricketgrootmachten Zuid-Afrika en Bangladesh.

## Erelijst mannen
| Jaar | Gastheer                             | Winnaar    | Tweede        |
| ---- | ------------------------------------ | ---------- | ------------- |
| 2007 | Zuid-Afrika                          | India      | Pakistan      |
| 2009 | Engeland                             | Pakistan   | Sri Lanka     |
| 2010 | West-Indië                           | Engeland   | Australië     |
| 2012 | Sri Lanka                            | West-Indië | Sri Lanka     |
| 2014 | Bangladesh                           | Sri Lanka  | India         |
| 2016 | India                                | West-Indië | Engeland      |
| 2021 | Verenigde Arabische Emiraten en Oman | Australië  | Nieuw-Zeeland |
| 2022 | Australië                            | Engeland   | Pakistan      |
| 2024 | West-Indië en Verenigde Staten       | India      | Zuid-Afrika   |
| 2026 | India en Sri Lanka                   |            |               |
| 2028 | Australië en Nieuw-Zeeland           |            |               |
| 2030 | Engeland en Ierland                  |            |               |

## Erelijst vrouwen
| Jaar | Gastheer    | Winnaar       | Tweede        |
| ---- | ----------- | ------------- | ------------- |
| 2009 | Engeland    | Engeland      | Nieuw-Zeeland |
| 2010 | West-Indië  | Australië     | Nieuw-Zeeland |
| 2012 | Sri Lanka   | Australië     | Engeland      |
| 2014 | Bangladesh  | Australië     | Engeland      |
| 2016 | India       | West-Indië    | Australië     |
| 2018 | West-Indië  | Australië     | Engeland      |
| 2020 | Australië   | Australië     | India         |
| 2023 | Zuid-Afrika | Australië     | Zuid-Afrika   |
| 2024 | Bangladesh  | Nieuw-Zeeland | Zuid-Afrika   |
| 2026 | Engeland    |               |               |

Regulier wereldkampioenschap (One Day International)
Wereldkampioenschap Twenty20

Wereldkampioenschap testcricket